# The World/Inferno Friendship Society
The World/Inferno Friendship Society (couramment écourté en World Inferno ou WIFS) est un groupe de punk new-yorkais (plus précisément de Brooklyn). Son style musical très particulier est issu d'un mélange au confluent du punk rock, du klezmer, du gospel et de bien d'autres genres musicaux. Il s'agit d'un collectif musical jouant d'une grande variété d'instruments.

## Biographie
Historiquement, le collectif comptera plus d'une trentaine de membres provenant de groupes et d'horizons différents (Dexys Midnight Runners, Anti-Social Music, The Hold Steady...). En général, lors de ses prestations, le groupe dénombre une dizaine de musiciens sur scène.
The World/Inferno Friendship Society publie son premier album studio, The True Story of the Bridgewater Astral League, au label indépendant Gern Blandsten en 1997. Ils soutiendront l'album pendant la tournée The East Coast Super Sound Punk of Today! (avec aussi la chanson All of California and Everyone Who Lives There Stinks). Ils publient ensuite leur deuxième album studio, Just the Best Party. L'album live Hallowmas Live at Northsix est publié en août 2003. Trois ans plus tard, le groupe revient avec l'EP Speak of Brave Men en janvier puis un album studio Red-Eyed Soul en juillet sur le label Chunksaah. 

## Thèmes et image
Le groupe s'habille d'une manière similaire aux années 1920, et a pour thèmes l'anarchie et la drogue. Les textes du groupe touchent le plus souvent à des sujets politiques et/ou biographiques allant de la République de Weimar à Paul Robeson en passant par Leni Riefenstahl ou Peter Lorre. Une des compositions les plus notables qu'ils aient réalisée est une série de trois musiques traitant de l'amour et de la perte au sein d'une zone autonome temporaire qui apparaît sur l'album Just the Best Party.

## Membres

### Membres actuels
- Jack Terricloth - chant, guitare (depuis 1996)
- Sandra Malack - basse, chœurs (depuis 2006)
- Francis « Frank » Morin - guitare (depuis 2006)
- Mora Precarious - batterie (depuis 2010)
- Aaron Hammes - saxophone baryton, chœurs (depuis 2012)
- Scott Hollingsworth - piano, production, programmation (1996-2000, depuis 2012)
- Rafael Calderon - trompette (depuis 2014)
- Jeffrey Young - violon (depuis 2014)

### Anciens membres
- Banjamin Kotch - batterie
- Leslie Wacker - saxophone alto
- Peter Hess - saxophone ténor, clarinette
- Ken Thomson - saxophone baryton
- Raja Azar - piano, chœurs
- Matthew Landis - piano, chœurs
- Rebecca Schlappich - alto

## Discographie

### Albums studio
- 1997 : The True Story of the Bridgewater Astral League
- 2000 : East Coast Super Sound Punk of Today!
- 2006 : Red-Eyed Soul
- 2007 : Addicted to Bad Ideas: Peter Lorre's Twentieth Century
- 2011 : The Anarchy and the Ecstasy
- 2014 : This Packed Funeral
- 2020 : All Borders Are Porous To Cats

### Compilation et album live
- 2002 : Just the Best Party (compilation)
- 2003 : Hallowmas: Live at North Six (live)

### Singles et EP
- 1994 : Tattoos Fade
- 1996 : The Models and the Mannequins
- 1996 : Our Candidate
- 1999 : It's Pumpkin Time!
- 2000 : I Wouldn't Want to Live in a World without Grudges
- 2001 : Hymns of International Smashism!
- 2002 : Zen and the Art of Breaking Everything in this Room
- 2004 : Speak of Brave Men
- 2005 : Me V. The Angry Mob

Un morceau est aussi disponible sur la compilation Rock Against Bush, Vol. 1.

### Démos annulées
- A Lexicon of Friends & Enemies - 2004
- Ancestral Homeland Security - 200?
- The Bridgewater Demos League - 1996-1997